# Tomtesterom
Tomtesterom was een Vlaams televisieprogramma van het productiehuis deMENSEN, uitgezonden op de openbare zender Eén. Er werden sinds 2008 drie seizoenen geproduceerd. De naam van het programma is een woordspeling op de naam van Tom Waes, het werkwoord testen en het hormoon testosteron.

## Concept
In het programma onderzoekt Tom Waes, bekend van onder andere Het Geslacht De Pauw en Tragger Hippy, samen met zijn cameraman Nico Surings en zijn geluidsman Pascal Braeckman of bestaande handleidingen, oftewel de zogenaamde How to...-boekjes, in de praktijk wel gebruiksvriendelijk zijn en de gebruiker niet bedriegen. Het trio wil niet enkel de boekjes testen, maar hun bedoeling is vooral om te slagen in hun missie, al dan niet volgens het boekje.
Aan het eind van iedere aflevering daagt Waes de kijker uit om nog straffer uit de hoek te komen dan hijzelf in het programma. Wie het opmerkelijkste filmpje instuurt, wint een prijs.

## Geschiedenis
Het programma werd vanaf 6 april 2008 uitgezonden door Eén en sinds 9 november 2008 door de Nederlandse AVRO. Vanaf 26 oktober 2009 werd de eerste reeks herhaald op Eén. Een tweede seizoen verscheen in 2010. De uitzending van de reeks werd uitgesteld tot 2 mei 2010 om praktische redenen en uitgezonden op zondag, niet op maandag, zoals eerder aangekondigd. Vanaf 19 februari 2012 werd het derde seizoen uitgezonden. Het programma is verkocht aan productiebedrijven uit Noorwegen, Zweden en Frankrijk. Het is echter nog niet zeker of dit programma effectief op de buitenlandse televisie zal worden uitgezonden, want het is een programma dat zeer moeilijk te maken is. Ook moet men een geschikte presentator vinden. Daarom zijn de opties van de Verenigde Staten, Canada en Groot-Brittannië op niets uitgelopen. In Nederland en Duitsland werd Tomtesterom wel al uitgezonden in de originele versie, in Duitsland de gedubde versie.

## Afleveringen
In iedere aflevering kreeg Tom een opdracht waar meestal ook een uitdaging aan verbonden was. Zo testte hij in de vierde aflevering van het derde seizoen het boekje Hoe bouw je je eigen duikboot?. De uitdaging die daarbij hoorde was het Veerse Meer oversteken.

### Reeks 1 (2008)
| Aflevering | Opdracht                                               | Uitdaging geslaagd? | Uitzenddatum  |
| ---------- | ------------------------------------------------------ | ------------------- | ------------- |
| 1          | Hoe word je paparazzo?                                 | Geslaagd            | 6 april 2008  |
| 2          | Hoe word je bokser?                                    | Niet geslaagd       | 13 april 2008 |
| 3          | Hoe word je spion?                                     | Geslaagd            | 20 april 2008 |
| 4          | Hoe zwem je het Kanaal over?                           | Niet geslaagd       | 27 april 2008 |
| 5          | Hoe geraak ik in Guinness Book?                        | Geslaagd            | 4 mei 2008    |
| 6          | Hoe overleef je in een bos?                            | Geslaagd            | 18 mei 2008   |
| 7          | Hoe vlieg je met een zelfgemaakt vliegtuig?            | Geslaagd            | 25 mei 2008   |
| 8          | Hoe vind je goud dichtbij huis? (Compilatieaflevering) | Geslaagd            | 1 juni 2008   |

### Reeks 2 (2010)
| Aflevering | Opdracht                              | Uitdaging geslaagd? | Uitzenddatum |
| ---------- | ------------------------------------- | ------------------- | ------------ |
| 1          | Hoe tem en berijd je een wild paard?  | Geslaagd            | 2 mei 2010   |
| 2          | Hoe hypnotiseer ik haaien?            | Geslaagd            | 9 mei 2010   |
| 3          | Hoe word je schlagerzanger?           | Geslaagd            | 16 mei 2010  |
| 4          | De kunst van het sledehonden drijven. | Geslaagd            | 23 mei 2010  |
| 5          | Hoe word je een sumoworstelaar?       | Niet geslaagd       | 30 mei 2010  |
| 6          | Hoe loop je de Marathon des Sables?   | Geslaagd            | 6 juni 2010  |
| 7          | Hoe word je rallypiloot?              | Niet geslaagd       | 20 juni 2010 |
| 8          | Compilatieaflevering                  |                     | 27 juni 2010 |

### Reeks 3 (2012)
| Aflevering | Opdracht                                             | Uitdaging geslaagd? | Uitzenddatum     |
| ---------- | ---------------------------------------------------- | ------------------- | ---------------- |
| 1          | Besturen van een Boeing 737                          | Geslaagd            | 19 februari 2012 |
| 2          | Beklimmen van El Capitan                             | Geslaagd            | 26 februari 2012 |
| 3          | Hoogbegaafd worden en lid worden van Mensa           | Niet geslaagd       | 4 maart 2012     |
| 4          | Bouw je eigen duikboot en steek het Veerse Meer over | Niet geslaagd       | 11 maart 2012    |
| 5          | Deelnemen aan Belgisch Kampioenschap bodybuilding    | Geslaagd            | 18 maart 2012    |
| 6          | Dirigeren van het Nationaal Orkest van België        | Geslaagd            | 25 maart 2012    |
| 7          | Schansspringen van de Grote Olympiaschans            | Niet geslaagd       | 1 april 2012     |
| 8          | Compilatieaflevering                                 |                     | 8 april 2012     |

## Trivia
- De VRT stond niet stil bij de impact van de eerste uitdaging, waarin de kijker BV's moest fotograferen zoals een echte paparazzo. Na verschillende klachten van diverse kanalen werd de opdracht afgeblazen en werden de foto's die al op de website van het programma stonden, verwijderd.
- In het voorjaar van 2010 werd het lied Dos Cervezas, dat Waes had bedacht als schlagerzanger, onverwacht een grote hit in Vlaanderen.
- Tom Waes slaagde erin om in het Guinness Book of Records te komen met de competitie "zo snel mogelijk een pizza eten". Inmiddels is dit record alweer verbroken door iemand anders.[5] Het record "100 meter op blote voeten op ijs lopen" staat wel nog steeds op naam van cameraman Nico Surings.[6]
- In 2010 werd een boek van het programma op de markt gebracht met 11 handleidingen. Het boek Tomtesterom bevat de handleidingen die Tom Waes gebruikte in zowel de eerste als de tweede reeks van het tv-programma. Bovendien voegde hij er zijn persoonlijke ervaringen en tips aan toe.
- In het derde seizoen ging Tom de uitdaging aan om een podiumplaats te behalen tijdens het Belgisch Kampioenschap Bodybuilding. In eerste instantie was dit niet gelukt; Tom werd zesde op zeven deelnemers. Enkele maanden later bleek echter dat vier van de zeven deelnemers werden betrapt op doping. Hierdoor zou Tom opschuiven naar de derde plaats en alsnog zijn doel bereikt hebben. Deze uitslag is echter nog niet zeker, aangezien de betrokken bodybuilders nog in beroep zouden kunnen gaan. Het is echter weinig waarschijnlijk dat dat beroep nog veel aan de uitslag zal veranderen.[7]
- Bij zijn laatste uitdaging van de derde reeks vestigde hij als eerste een Belgisch record schansspringen vast op 14 meter (bijgesteld van 12,5 meter)[4]
- In 2012 ontstond er opschudding over de uitdaging waar Tom een 'touch and go' uitvoerde met een Boeing 737. Zijn stunt werd door vliegtuigexperts als onverantwoord en levensgevaarlijk beschouwd. Nochtans was de uitdaging volstrekt legaal volgens de Belgische wetgeving.[8]

## Boeken
- Tom WAES, Tomtesterom - de handleidingen, Standaard Uitgeverij, 2010. ISBN 978-90-022-3593-1